# Эла Нгуема
«Эла Нгема» — гвинейский футбольный клуб из Малабо. Выступает в Премьер-лиге Экваториальной Гвинеи. Домашние матчи проводит на стадионе Эстадио де Малабо, вмещающем 15 250 зрителей.

## Достижения
- Премьер-лига Экваториальной Гвинеи: 16

1984, 1985, 1986, 1987, 1988, 1989, 1990, 1991, 1998, 2000, 2002, 2009, 2011, 2012, 2014, 2015–16
- Кубок Экваториальной Гвинеи: 7

1980, 1981, 1982, 1983, 1992, 1997, 2004
- Суперкубок Экваториальной Гвинеи: 1

2011

## Международные соревнования
- Лига чемпионов КАФ: 4

1999 — Первый раунд
2001 — Первый раунд
2003 — Preliminary Round
2010 — Preliminary Round
- Клубный кубок африки: 3

1980: Первый раунд
1988: Preliminary Round
1992: Preliminary Round
- Кубок конфедераций КАФ: 1

2005 — Первый раунд
- Кубок КАФ: 1

2000 — Preliminary Round
- Кубок обладателей кубков КАФ: 6

| 1982 — Первый раунд 1983 — Первый раунд | 1986 — Preliminary Round 1987 — Первый раунд | 1993 — Первый раунд 1998 — Preliminary Round |